# Richard D. Winters
Pour les articles homonymes, voir Winters.
Richard Davis Winters dit Dick Winters, né le 21 janvier 1918 à New Holland et mort le 2 janvier 2011 à Hershey, est un officier de l'US Army et un vétéran de la Seconde Guerre mondiale. Durant ce conflit, il commande la Easy Company du 506e régiment d'infanterie parachutée de la 101e division aéroportée.
Avec la Easy Company, Richard Winters est parachuté en Normandie aux toutes premières heures du jour J, combat à travers la France, la Belgique, les Pays-Bas et finit par entrer en Allemagne. À la fin du conflit il est libéré de ses obligations militaires, retourne à la vie civile et travaille dans le New Jersey.
En 1951, pendant la guerre de Corée, Winters est rappelé par l'armée et sert brièvement en tant qu'instructeur à Fort Dix dans le New Jersey. Ainsi, il n'est pas envoyé en Corée. Libéré de ses obligations militaires, il exerce différents métiers avant de créer sa propre entreprise spécialisée dans la vente de produits de la ferme.
Winters est cité dans de nombreux livres et est représenté dans la mini-série américaine Band of Brothers produite en 2001 par Tom Hanks et Steven Spielberg. Il a été un invité régulier de l'académie militaire de West Point. Il prend sa retraite en 1997 et meurt en 2011.

## Biographie

### Avant-guerre
Richard Winters naît le 21 janvier 1918 à New Holland en Pennsylvanie et vit ses premières années à Lancaster où il effectue sa scolarité. Entré à l'université Franklin & Marshall, il pratique le football, le basketball et la lutte mais abandonne ses entraînements pour se consacrer pleinement aux études et aux petits emplois qui lui permettent de financer celles-ci. Une fois son diplôme universitaire obtenu en 1941, il satisfait à ses obligations militaires en s'enrôlant pour une année bien qu'il n'ait pas, à l'époque, de volonté d'effectuer une carrière dans l'armée.

### Engagement

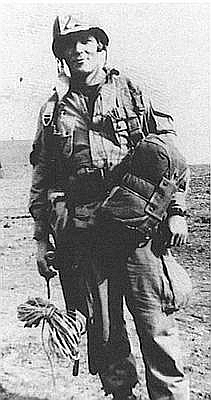
Dick Winters durant sa formation au camp d'entraînement de Toccoa.

Engagé le 25 août 1941, Dick Winters effectue ses classes à Camp Croft en Caroline du Sud. Il y reste ensuite en tant qu'instructeur pendant que le reste de son bataillon est déployé au Panama. En avril 1942, il est sélectionné pour intégrer une école d'officiers à Fort Benning en Géorgie. Il y rencontre son ami Lewis Nixon avec lequel il passe toute la guerre. Le 2 juillet 1942, après l'obtention du diplôme de l'école d'officier, Winters est promu second lieutenant. Ayant découvert lors de ses classes l'existence des troupes parachutistes, il décide de s'y engager et est muté en août 1942 au Camp Toccoa où il est affecté à la Easy Company du 2e bataillon du 506e régiment d'infanterie parachutée (506th PIR). Nommé chef du 2e peloton de la compagnie, Winters gagne rapidement la sympathie et la confiance de ses hommes grâce à son professionnalisme et son humanité, en opposition avec Herbert Sobel, le commandant de la compagnie, détesté pour ses méthodes dures, bien qu'efficaces. Après un dur entraînement au combat d'infanterie puis au parachutisme, le 506th PIR est intégré à la 101e Division aéroportée et envoyé en Angleterre en septembre 1943 en vue de la prochaine invasion de l'Europe. Les tensions avec Herbert Sobel atteignent alors leur paroxysme, le capitaine tentant par tous les moyens d'écarter Winters qu'il considère comme un rival compte tenu de sa bonne réputation auprès des hommes. De son côté, à l'instar des sous-officiers de la compagnie, Dick Winters se montre inquiet des lacunes que présente Sobel en situation de combat alors que l'unité se prépare à connaître son baptême du feu.
Prétextant une faute de service, le capitaine Sobel tente de sanctionner Winters qui, loin de se laisser impressionner, choisit de contester l'accusation devant une cour martiale. Après que le chef du 2e bataillon a annulé la sanction de Winters, Sobel l'écarte à nouveau en le nommant officier du mess. À la suite de la mise à l'écart de Winters, et aux insuffisances de Sobel en situation de combat, les sous-officiers de plus en plus inquiets à l'idée d'engager prochainement le combat sous les ordres de Sobel écrivent une lettre au colonel Robert Sink commandant le 506th PIR. Bien que certains d'entre eux soient rétrogradés ou mutés à la suite de cette protestation, Sink prend tout de même conscience des lacunes de Sobel et transfère celui-ci dans une école de parachutistes. Le lieutenant Thomas Meehan le remplace à la tête de la Easy Company tandis que Dick Winters est réintégré et placé à la tête du 1er peloton. L'entraînement reprend alors dans de bonnes conditions jusqu'au déclenchement de l'opération Overlord.

### Seconde Guerre mondiale

#### Bataille de Normandie
Parachuté avec la 101e division au-dessus de la Normandie dans la nuit du 5 au 6 juin, Dick Winters atterrit à proximité de Sainte-Marie-du-Mont. Ayant perdu son arme lors du saut, il rassemble autour de lui plusieurs hommes tombés à proximité, y compris des soldats de la 82e division aéroportée. Dans la nuit, en compagnie notamment de William Guarnere et de Carwood Lipton, il commence à sécuriser les abords du village qu'il rejoint au petit matin. C'est là qu'il apprend la disparition du lieutenant Meehan dont l'appareil a été abattu par la flak. Plus haut officier restant, Dick Winters devient de facto le nouveau commandant de la Easy Company. Après avoir rassemblé les hommes de la compagnie, éparpillés après le parachutage, Winters est chargé de détruire une batterie d'artillerie allemande dont les tirs empêchent la progression des troupes débarquées sur Utah Beach. Prenant avec lui plusieurs hommes de la Easy Company, Winters mène une attaque avec une redoutable efficacité, neutralise les canons ennemis et met la main sur une carte détaillant les emplacements des armes allemandes dans le secteur d'Utah Beach,.
Dick Winters dirige ensuite sa compagnie lors de la libération de Carentan au cours de laquelle il est légèrement blessé à la jambe par un éclat de balle. Le 1er juillet, Dick Winters est promu capitaine. Le lendemain, en récompense de son action au manoir de Brécourt, le général Omar Bradley, commandant la 1re armée américaine, lui remet la Distinguished Service Cross. Peu de temps après, les troupes aéroportées ayant accompli leur mission en Normandie, le 506th PIR est renvoyé en Angleterre pour une période de repos et de réorganisation.

#### OpérationMarket Garden

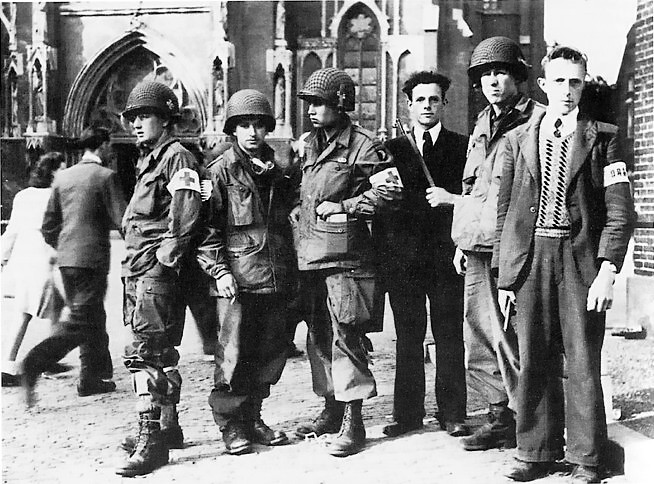
Parachutistes de la division avec les résistants hollandais lors de la libération d'Eindhoven.

Le 17 septembre 1944, la Easy Company est engagée dans l'opération Market Garden. Après de durs combats à Nuenen, Winters participe à la libération de Eindhoven. Quelques jours plus tard, dans la nuit du 22 au 23 octobre, après qu'une patrouille lui a rapporté une activité ennemie à proximité du quartier-général de la compagnie, Winters prend avec lui un peloton et se porte sur un carrefour où est observée une mitrailleuse allemande. Dirigeant l'assaut, il s'empare de la position qui s'avère être protégée par au moins 300 Allemands. Le capitaine Winters est ensuite appelé à devenir commandant en second du 2e bataillon alors que le 506th PIR est envoyé au repos en France.

#### Bataille des Ardennes

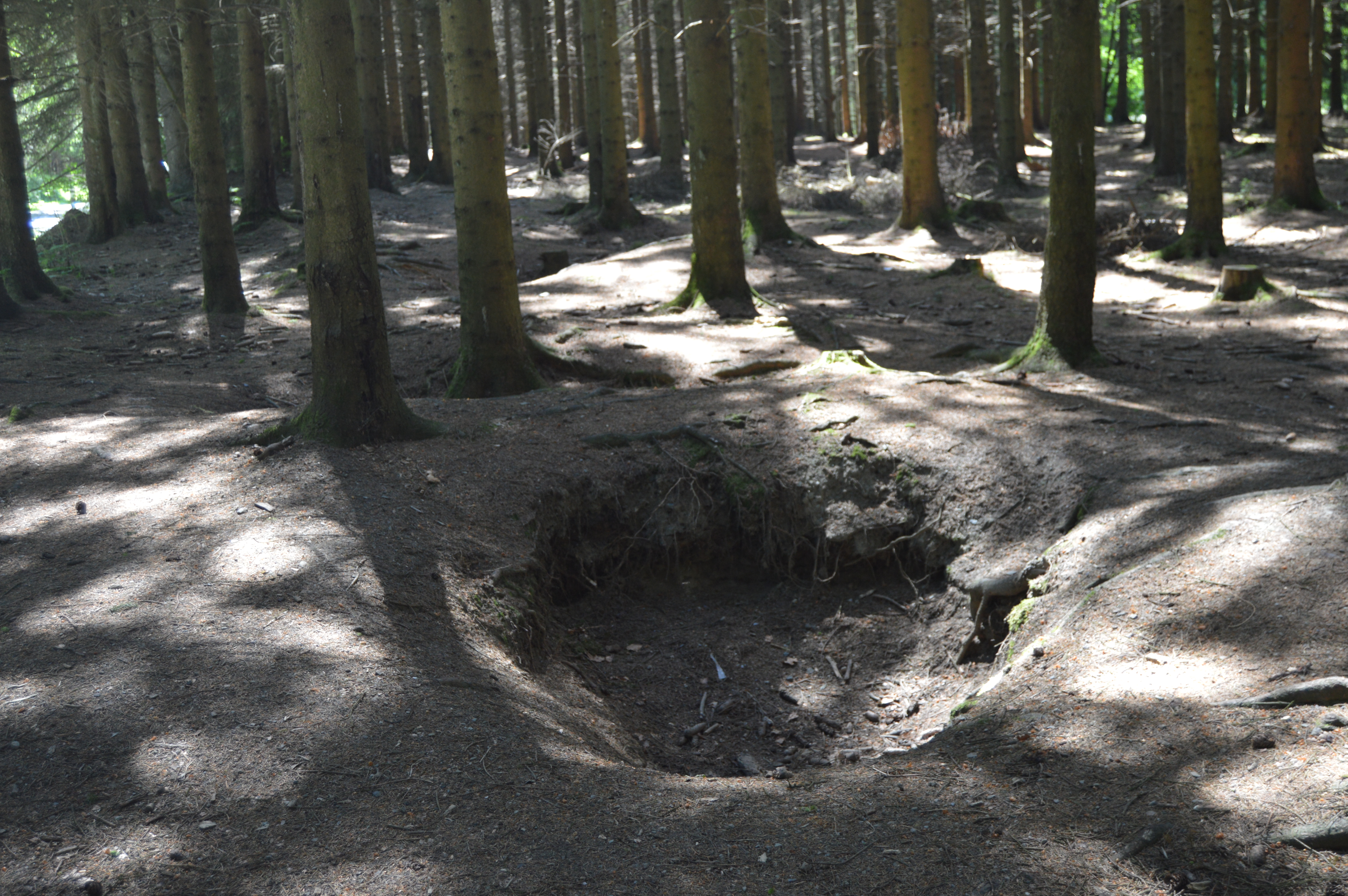
Trou de combat de la Easy Company dans le bois Jacques.

Basé à Mourmelon, le régiment est envoyé en Belgique à la suite de la contre-offensive lancée par les Allemands le 16 décembre. Engagé dans la bataille des Ardennes, Dick Winters dirige les trois compagnies du 2e bataillon lors du siège de Bastogne. Au milieu de l'hiver rigoureux et des dangereux barrages de l'artillerie allemande, il doit également composer avec l'inquiétude des hommes de la Easy Company devant faire face à l'incompétence de leur commandant du moment, le lieutenant Norman Dike (es). Le 9 janvier 1945, après plusieurs semaines de combat statique en lisière du bois Jacques, le 2e bataillon est chargé de s'emparer du village de Foy et Winters désigne la Easy Company pour mener l'assaut. En pleine attaque, le lieutenant Dike est pris de panique et se révèle incapable de mener les troupes. Winters le relève alors de ses fonctions et nomme à sa place le lieutenant Speirs à la tête de la Easy. Après avoir été relevé, le 506th PIR se retrouve à Haguenau où Dick Winters est promu major et nommé commandant du bataillon.

#### Allemagne et Autriche
En avril 1945, Winters et son régiment entrent en Allemagne et participent à la réduction de la poche de la Ruhr avant de se diriger vers la Bavière. Après la découverte du camp de concentration de Landsberg, il se retrouve dans le bastion nazi de Berchtesgaden où il apprend la capitulation de l'armée allemande. Faisant partie des troupes d'occupation de l'Autriche, la Easy Company s'installe à Zell am See. Bien qu'il ait la possibilité de retourner aux États-Unis, Winters se porte volontaire pour servir sur le front pacifique. Cependant, son commandement le juge indispensable auprès de ses hommes en Europe. Dick Winters reste donc au 506th PIR et supervise le processus de démobilisation des hommes à la tête desquels il a combattu. Il retourne finalement en Amérique après la dissolution du 506th PIR et reste en congé de fin de campagne jusqu'à sa démobilisation officielle le 22 janvier 1946.

### Guerre de Corée
Après la fin de la Seconde Guerre mondiale, Richard Winters accepte une offre de son ami Lewis Nixon pour travailler dans l'entreprise familiale de ce dernier. Il s'engage ainsi chez Nixon Nitration Works et en devient directeur général en 1950. Parallèlement, il épouse Ethel Estoppey en 1948 et parfait ses connaissances en suivant des cours de gestion d'affaires et de personnels à l'université Rutgers. Appelé à reprendre du service en juin 1951 dans le contexte de la guerre de Corée, il reçoit l'ordre de rejoindre la 11e division aéroportée à Fort Campbell dans le Kentucky. Cependant, ne souhaitant pas revivre les horreurs de la guerre, Winters contacte le général McAuliffe qui avait commandé la 101e division aéroportée lors du siège de Bastogne et lui demande de ne pas être envoyé en Corée. McAuliffe comprend sa position mais le convainc de mettre son expérience du commandement au service de l'armée. Il devient alors instructeur à Fort Dix dans le New Jersey. Mais Winters est alors fortement déçu par le manque de discipline et la nonchalance des jeunes officiers sous son commandement. Ainsi, il se porte volontaire pour la "Ranger School" et devient un Ranger. Alors qu'il rejoint Seattle pour être déployé, on lui donne l'option de résigner sa commission. Il accepte et quitte définitivement l'armée.[réf. souhaitée]

### Dernières années
Dick Winters s'installe dans la petite ferme de Pennsylvanie qu'il avait achetée avec son épouse en 1951 et où ils élèvent leurs deux enfants. En 1972, il lance une entreprise de production d'aliments pour animaux qui fournit les agriculteurs de tout l’État. Après s'être installé à Hershey, il prend sa retraite en 1997 et la consacre à participer à de nombreuses manifestations et réunions d'anciens de la Easy Company. Dans les années 1990, il est l'un des interlocuteurs privilégiés de Stephen Ambrose lors de la rédaction du livre Band of Brothers et par la suite est très impliqué dans le tournage de la série tirée du livre. Lorsque cette dernière reçoit en 2002 le Primetime Emmy Awards de la meilleure minisérie, Winters est présent à la cérémonie au nom de la Easy Company. Il donne également fréquemment des conférences à l'académie militaire de West Point au profit des élèves-officiers. Le 16 mai 2009 son ancienne université, le Franklin & Marshall College, le fait docteur honoraire. Richard Winters meurt le 2 janvier 2011 à Hershey et est inhumé à Ephrata.

## Décorations
|                         |                                                     |  |  |  |  |
|                         | Bronze oak leaf cluster                             |  |  |  |  |
|                         | Arrowhead · Bronze star · Bronze star · Bronze star |  |  |  |  |
|                         |                                                     |  |  |  |  |
|                         |                                                     |  |  |  |  |
|                         |                                                     |  |  |  |  |
| Bronze oak leaf cluster |                                                     |  |  |  |  |

| Combat Infantryman Badge                             |                                |                                                                                                |                                                                                                |                                                     |                                                     |
| Distinguished Service Cross                          | Distinguished Service Cross    | Bronze Star Avec une feuille de chêne                                                          | Bronze Star Avec une feuille de chêne                                                          | Purple Heart Avec une feuille de chêne              | Purple Heart Avec une feuille de chêne              |
| American Defense Service Medal                       | American Defense Service Medal | European-African-Middle Eastern Campaign Medal Avec une pointe de flèche et trois Service star | European-African-Middle Eastern Campaign Medal Avec une pointe de flèche et trois Service star | World War II Victory Medal                          | World War II Victory Medal                          |
| Army of Occupation Medal                             | Army of Occupation Medal       | National Defense Service Medal                                                                 | National Defense Service Medal                                                                 | Croix de guerre 1939-1945 Avec palme                | Croix de guerre 1939-1945 Avec palme                |
| Médaille de la France libérée                        | Médaille de la France libérée  | Croix de Guerre belge 1940-1945 Avec palme                                                     | Croix de Guerre belge 1940-1945 Avec palme                                                     | Médaille commémorative belge de la guerre 1940-1945 | Médaille commémorative belge de la guerre 1940-1945 |
| Parachutist Badge Avec deux étoiles                  |                                |                                                                                                |                                                                                                |                                                     |                                                     |
| Presidential Unit Citation Avec une feuille de chêne |                                |                                                                                                |                                                                                                |                                                     |                                                     |

## Postérité et hommages

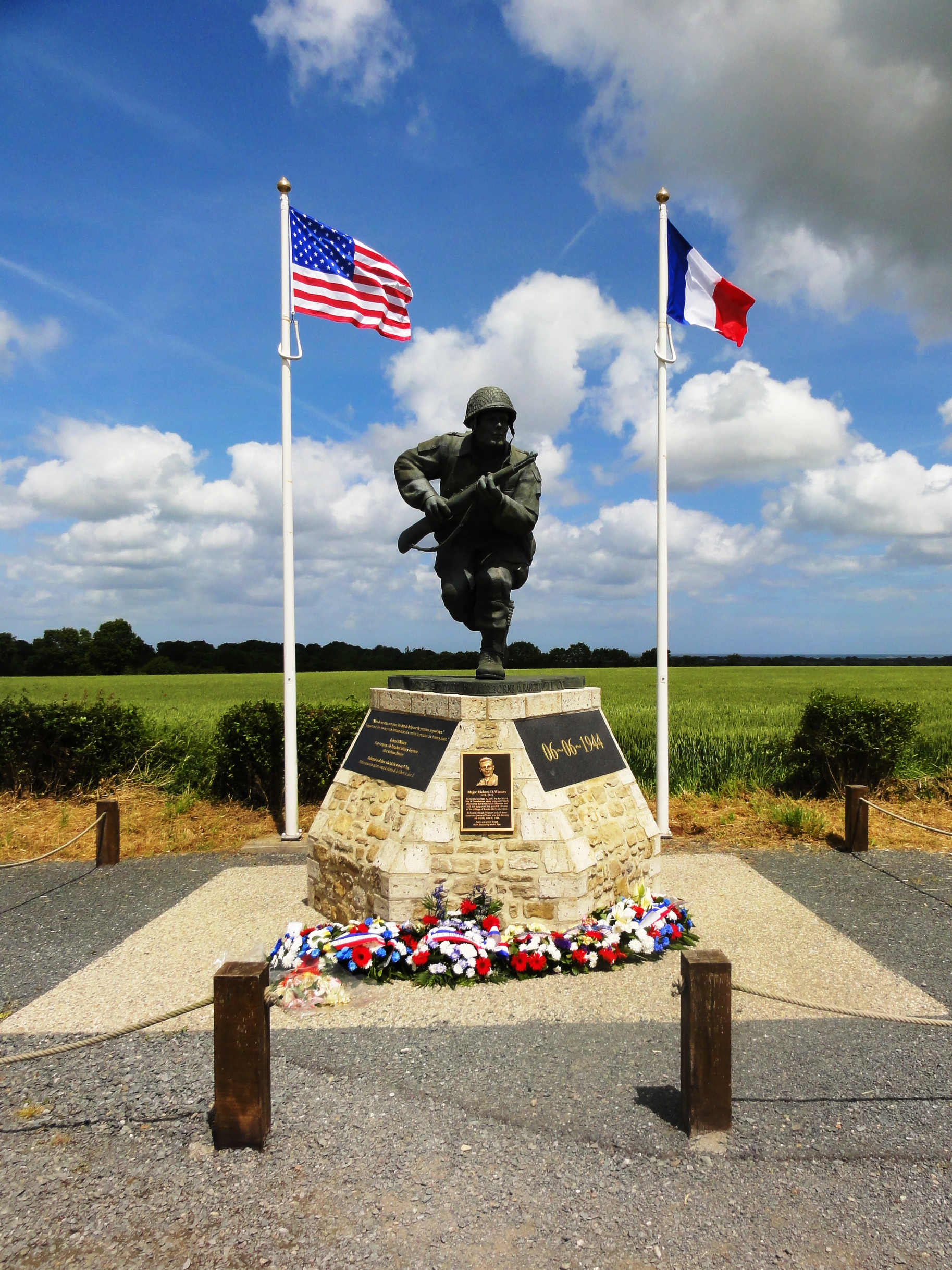
Le monument Dick Winters à Sainte-Marie-du-Mont, à proximité du manoir de Brécourt.

- Une statue représentant Richard Winters a été érigée à Sainte-Marie-du-Mont à proximité du manoir de Brécourt. Ayant donné son accord pour que la statue représente son visage, Winters a cependant insisté pour que le monument ne soit pas dédié à sa seule personne mais à tous les hommes débarqués en Normandie le 6 juin 1944.
- Richard Winters occupe une place centrale dans la série Band of Brothers consacrée à l'épopée de la Easy Company durant la Seconde Guerre mondiale. Interprété par Damian Lewis, il apparaît personnellement au début et à la fin de certains épisodes lors d'entrevues réalisées durant l'écriture du scénario.
- La tactique imaginée par Winters pour s'emparer des canons du manoir de Brécourt est encore de nos jours enseignée aux élèves-officiers de l'académie militaire de West Point.
- Le jeu vidéo Brothers in arms - D-Day reprend son personnage dans certaines missions.

## Publications
- (en) Richard D. Winters et Cole C. Kingseed, Beyond Band of brothers : The war memories of Major Dick Winters, St. Martin's Press, 2006 (ISBN 0-425-20813-3)